# 서울미래유산
서울미래유산은 2013년부터 서울특별시가 시작한 사업으로 서울의 역사를 미래 세대에게 전하기 위해 가치가 있는 자산을 발굴하여 보전하는 프로젝트다. 선정 대상은 서울을 대표하는 유산 중 국가ㆍ서울시 지정ㆍ등록문화재로 등재되지 않은 유ㆍ무형 자산을 대상으로 한다.
미래유산 선정과정은 서울 미래유산 홈페이지를 통한 시민·서울시·자치구·전문가 제안 접수 → 사실 검증과 자료 수집을 위한 기초 현황조사 → 미래유산보존위원회 심의 → 소유자 동의의 과정을 거친다.